# 1672
| 1672               |
| ------------------ |
| Dødsfald - Fødsler |
| • Begivenheder     |

| Gregoriansk kalender | 1672 MDCLXXII           |
| Ab urbe condita      | 2425                    |
| Armensk kalender     | 1121 ԹՎ ՌՃԻԱ            |
| Kinesiske kalender   | 4368 – 4369 辛亥 – 壬子 |
| Etiopisk kalender    | 1664 – 1665             |
| Jødisk kalender      | 5432 – 5433             |
| Hindukalendere       |                         |
| - Vikram Samvat      | 1727 – 1728             |
| - Shaka Samvat       | 1594 – 1595             |
| - Kali Yuga          | 4773 – 4774             |
| Iransk kalender      | 1050 – 1051             |
| Islamisk kalender    | 1083 – 1084             |

Konge i Danmark: Christian 5. 1670-1699
Se også 1672 (tal)

## Begivenheder
- Danmarks kolonisering af De dansk vestindiske øer indledes, da et dansk skib ankommer til St. Thomas
- 23. juni - det tysk-romerske rige og kurfyrstendømmet Brandenburg slutter alliance for at standse den franske ekspansion
- 13. juli - efter mange år i Italien vender Niels Stensen (Steno) hjem til Danmark. Under Italiensopholdet er han konverteret til katolicismen
- 4. december - Apotekere får ved lov eneret på uddeling af medikamenter i Danmark
- 23. december – Giovanni Cassini opdager Saturn-månen Rhea.

## Født
- 30. maj Peter den Store
- Jørgen von Grabow